# 大天使ラファエルとトビアス (ティツィアーノ)
『大天使ラファエルとトビアス』（伊: Arcangelo Raffaele e Tobiolo, 英: The Archangel Raphael and Tobias）は、イタリアのルネサンス期のヴェネツィア派の巨匠ティツィアーノ・ヴェチェッリオが1512年から1514年ごろに制作した絵画である。油彩。主題は『旧約聖書』外典の｢トビト書｣で語られているトビトの子トビアスと大天使ラファエルの物語から取られている。おそらくヴェネツィアの貴族のベンボ家の発注で、サンタ・カテリーナ教会の祭壇のために制作された。現在はヴェネツィアのアカデミア美術館に所蔵されている。

## 主題
アッシリアのニネヴェにトビトという信仰心の厚いユダヤ人がいた。あるとき盲目になったトビトは貸した金を返してもらうため、息子トビアスを遠方のメディアまで使いに行かせた。トビアスはメディアまで案内してくれる人間を見つけると犬を連れて旅立った。実は案内者はトビトを癒すために神が遣わした大天使ラファエルであった。彼らがティグリス川のほとりで野宿したとき、トビアスはラファエルの助言に従って魚を捕まえ、その腹を開き、心臓と肝臓、胆嚢を取り出して取っておいた。その後、トビアスはエクバタナでサラという女性と出会ったが、彼女は悪魔アスモデウスにとりつかれていたため、魚の心臓と肝臓を炙った煙で悪魔を追い払ったのちに彼女と結婚した。ニネヴェに帰国すると魚の胆嚢の胆汁で父の目を癒した。

## 作品

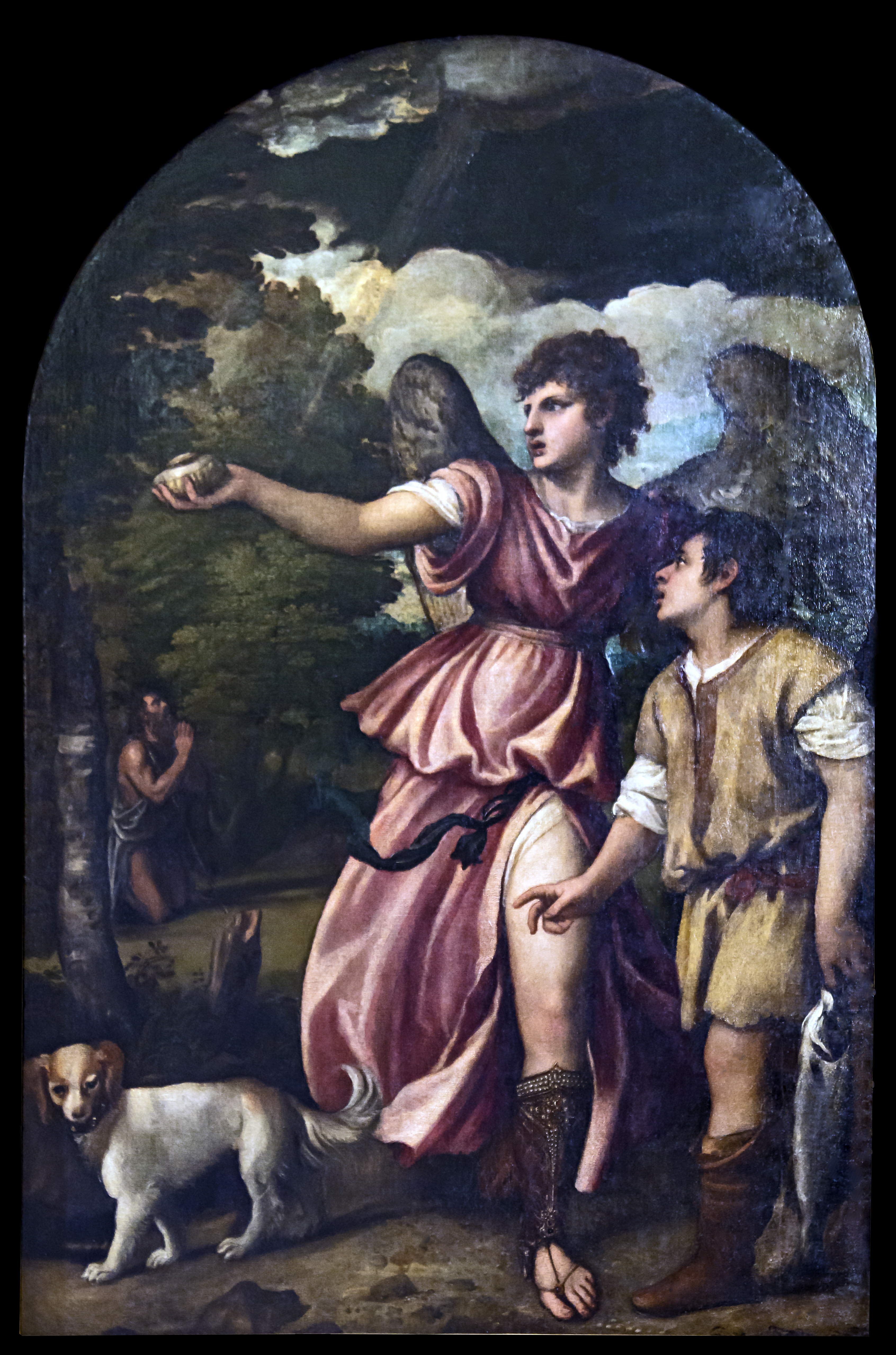
もともとサン・マルツィアーレ教会の祭壇画であった『トビアスと天使』。現在はマドンナ・デッロルト教会所蔵。

天使の姿で描かれたラファエルは翼を広げ、目的地の方角を指さしながら、幼ないトビアスの手を引いて歩いている。トビアスは魚を持ち、ラファエルを見上げながらその後を歩いているが、子供として描かれたトビアスが持つには魚は大きく、地面の上を引き摺っているため魚は斜めに傾き、尾鰭は地面の上をこすっている。画面左下にはトビアスの白い犬が座り、そのすぐそばの画面中央下の岩にはベンボ家の紋章が描かれている。画面左遠景の建築モチーフはカピトリーノ美術館の初期の作品『キリストの洗礼』（battesimo di Cristo）でも使用されている。
画面の中にベンボ家の紋章が存在することは、絵画が人文主義者であり文学者のピエトロ・ベンボの一族によって依頼されたことを示唆する（ピエトロ・ベンボの姪はサンタ・カテリーナ教会の修道院で教育を受けたことが知られている）。現在までこの仮説を証明する史料は発見されていないが、のちに修道院の会合でベンボ家出身の2人の修道女が本作品について言及している。いずれにせよ、17世紀の画家マルコ・ボスキーニは、絵画がサンタ・カテリーナ教会の右側にある、大天使ラファエルに捧げられた祭壇の上に設置されていたと証言している（1664年）。
本作品はティツィアーノが1540年ごろにサン・マルツィアーレ教会のために制作した同じ主題の祭壇画『トビアスと天使』（現在はマドンナ・デッロルト教会所蔵）と関連づけられることがある。このバージョンはジョルジョ・ヴァザーリによって言及されているが、ヴァザーリは制作年を非常に早い1507年としている。そのためヴァザーリは本作品とサン・マルツィアーレ教会とのバージョンを間違えたのではないかといわれている。
一般的にティツィアーノの初期の作品とされ、制作年代はティツィアーノがドイツ人商館フォンダコ･デイ･テデスキにフレスコ画を制作した1510年代初頭以降に置かれている。

## 来歴
絵画は17世紀にマルコ・ボスキーニによって言及されているが、ボスキーニは絵画をほとんど無名の画家サント・ザゴに帰属している。同じく17世紀のフランドル出身の画家ヴァレンティン・ルフェーブルは、ティツィアーノの作品としてエッチングによる複製画を制作した。この複製はルフェーブルの死後の1682年に出版されたエッチング集『オペラ・セレクティオラ』（Opera Selectiora）に収録されている。1807年、ナポレオンによってサンタ・カテリーナ教会が廃絶されると、1815年にアカデミア美術館に収蔵された。

## ギャラリー

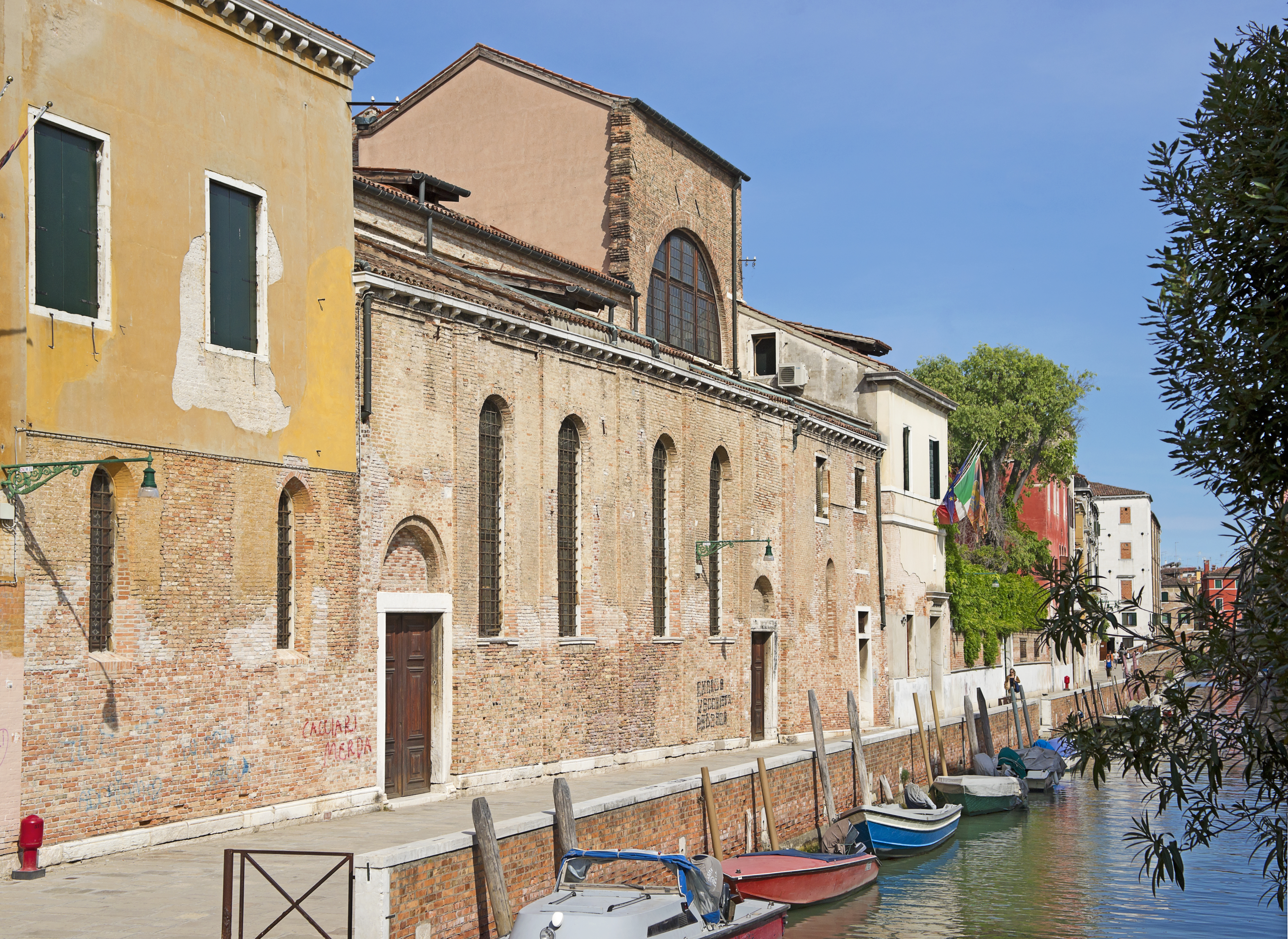
サンタ・カテリーナ教会（英語版）
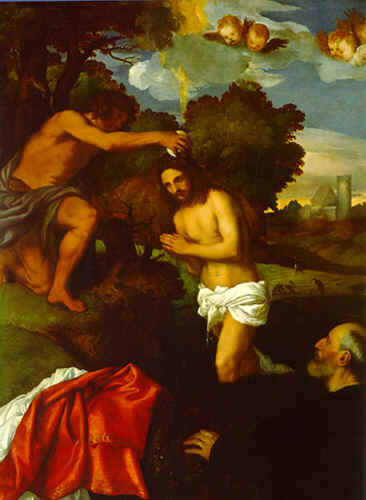
ティツィアーノ『キリストの洗礼』1512年ごろ カピトリーノ美術館所蔵
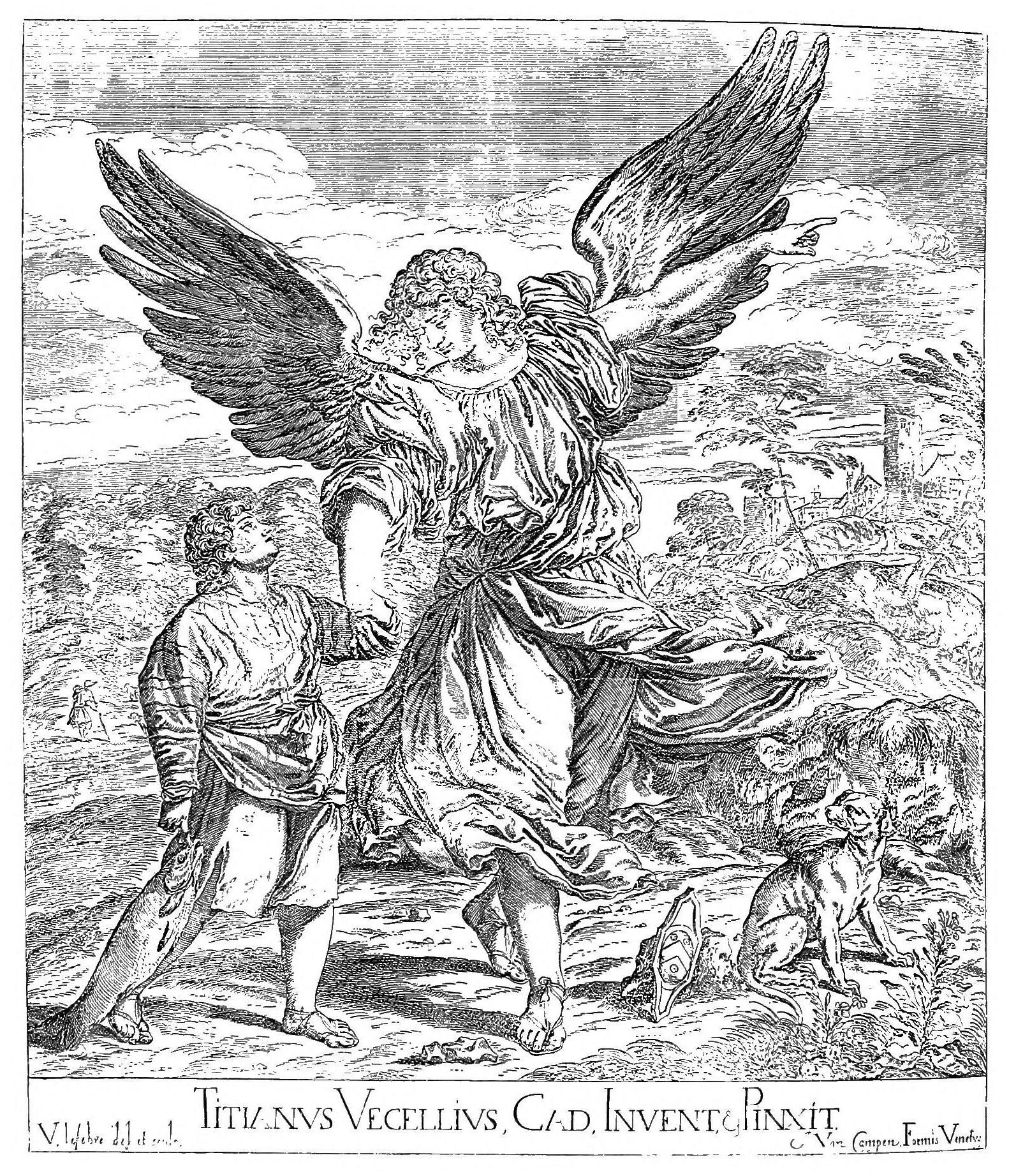
ヴァレンティン・ルフェーブル（英語版）による複製 1682年